# سلطان سلاغور
سلطان سلاغور هو لقب الحاكم الدستوري لسلاغور في ماليزيا الذي هو رأس الدولة في سلاغور. اعتلى العرش الحالي السلطان شرف الدين إدريس شاه بعد وفاة والده في 22 نوفمبر 2001.

## التاريخ

### 1743-1766: قبل التأسيس
ينحدر سلاطين سلاغور من سلالة البوقس التي تدّعي النسب إلى حكام مملكة لوو في سولاوسي الجنوبية (المعروفة اليوم باسم سولاوسي). ودائمًا ما كان نبلاء البوقس متورطين في الصراعات مع سلطنة جوهر وسلطنة رياو في أوائل القرن الثامن عشر، ومنها تأييدهم ودعهم لسلطان جوهر سليمان بدر العالم شاه من سلالة بندهارا ضد معارضية. لهذا السبب، أقام حكام سلالة بندهارا علاقات وثيقة مع نبلاء البوقس، ومنحوهم الألقاب والسيطرة على العديد من المناطق داخل السلطنة، بما في ذلك سلاغور.
تزوج داينج تشيلاك أحد محاربي البوقس الخمسة من شقيقة سليمان بدر العالم شاه، تنكو مانداك. وأصبح يانغ دي بيرتوان مودا الثاني لرياو من 1728 حتى 1745. وعين ابنه راجا لومو ليصبح والي سلاغور في عام 1743. وفي نفس العام اعترف سلطان فيرق الرابع عشر، السلطان محمد شاه بن السلطان منصور شاه الثالث براجا لومو، وأعطاه لقب راجا سلاغور، بعد مساعدته للسلطان في اعتلاء عرش فيرق. واستمر في حمل اللقب حتى عام 1766.

### 1766-1875: بدايات سلطنة سلاغور
لم يخلف رجا لومو والده بعد وفاته عام 1745. بل أصبح ابن عمه داينج كيمبوجا ثالث يانغ دي بيرتوان مودا لرياو. وفي فبراير 1756 عرض سليمان بدر العالم شاه جوهر على الهولنديين استخراج خام القصدير في سلاغور بعد مساعدتهم ابن أخيه راجا محمود في الفوز في حرب أهلية ضد أخيه راجا عالم. وقد عارض هذا الإجراء كل من داينج كيمبوجا وراجا توا وراجا لومو. سعى راجا لومو بعد ذلك إلى تعزيز نفوذه والاستقلال بسلاغور من سلطنة جوهر من خلال السعي للحصول على اعتراف من سلطان فيرق السادس عشر، السلطان محمود شاه بن السلطان محمد شاه. وبالفعل أعلم السلطان محمود شاه راجا لومو كأول سلطان لسلاغور في نوفمبر 1766، وأسمى نفسه السلطان صالح الدين شاه.
بعد وفاة السلطان صالح الدين شاه عام 1778، خلفه ابنه السلطان إبراهيم شاه. وفي عام 1784 هزمه الهولنديون في الهجوم على كوالا سلاغور، مما أجبره على مغادرة كوتا مالاواتي. ثم تمكن بعد ذلك من السيطرة عليها مرة أخرى في أقل من عام بمساعدة سلطنة فهغ. تحالف السلطان إبراهيم شاه مع سلطنة فيرق بعد ذلك لكن التحالف انهار بسبب النزاع على الديون.
بعد وفاته في 18 أكتوبر 1826، خلفه ابنه راجا محمد الذي اتخذ لنفسه لقب السلطان محمد شاه. لكن لم يكن قادرًا على السيطرة على النبلاء خلال فترة حكمه مما أدى إلى فصل سلاغور إلى خمسة أقاليم: برنم، وكوالا سلاغور، وكلاغ، ولاغت ولوكوت. شهد عهده أيضًا افتتاح مناجم القصدير في مقاطعة أمفغ، والتي جلبت العديد من الأعمال التجارية للشعب والدولة.
بعد 31 عامًا من الحكم، توفي السلطان محمد في أواخر عام 1857 دون تعيين وريث له. نتيجة لذلك اندلع الخلاف، ثم انتهى باعتلاء ابن أخيه راجا عبد الصمد ليكون السلطان التالي، واتخذ لقب السلطان عبد الصمد. وأعطى سلطة سلطة كلاغ إلى راجا عبد الله ولاغت إلى تونكو كودين، وكلاهما كانا أصهاره، في عامي 1866 و1868 على التوالي.

### 1875–1957: العصر الاستعماري
في عهد السلطان عبد الصمد، اندلعت حرب كلاغ بين راجا عبد الله والحاكم السابق لكلاغ راجا مهدي. يمثل تورط الإمبراطورية البريطانية في الحرب أول تدخل لها في سياسة سلاغور. وعُيّن جيمس غوثري ديفيدسون كأول مقيم بريطاني في سلاغور. توفي السلطان عبد الصمد عن عمر يناهز 93 عامًا في فبراير 1898 ودفن في ضريح السلطان عبد الصمد في جوكرا.

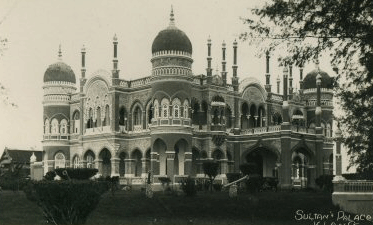
قصر ماهكوتا بوري

اعتلى العرش راجا مودا سليمان بن راجا مودا موسى، حفيد السلطان عبد الصمد، متخذًا السلطان علاء الدين سليمان شاه لقبًا له في عام 1898 كخامس سلاطين سلاغور. شهد عهده زيادة في بناء المنازل والمتاجر والطرق والسكك الحديدية خاصة في كوالالمبور وكلاغ.

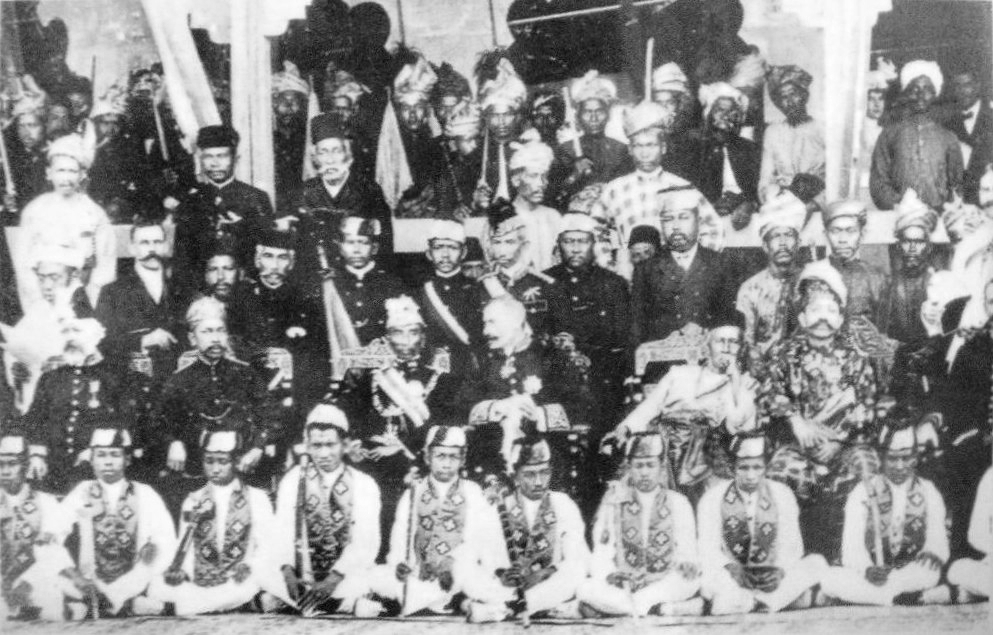
السلطان علاء الدين (الثاني من اليسار) خلال مؤتمر الحكام الثاني عام 1903.

استمر في العيش هناك لمدة 35 عامًا حتى وفاته. عُيِّن ابنه الأول تنكو موسى غياث الدين وريث ظاهرًا له في عام 1920، لكنه طُرد في عام 1934 بعد ادعاء من المقيم البريطاني آنذاك، ثيودور صموئيل آدامز بصفته مقامرًا. ورفع السلطان سليمان القضية إلى وزير الدولة لشؤون المستعمرات البريطانية ولكن دون جدوى. لذا عُيِّن تونكو عالم شاه ابنه الثالث فيما بعد الوريث الظاهر في عام 1936.
خلف السلطان سليمان تونكو عالم شاه في عام 1938، مستخدماً لقب السلطان حسام الدين عالم شاه. وفي يناير 1942، بعد الاحتلال الياباني لمالايا، طُلب منه تسليم عرشه لأخيه الأكبر غير الشقيق، تونكو موسى غياث الدين، الذي أعلنه اليابانيون سلطانًا جديدًا لسلاغور، وحمل لقب السلطان موسى غيات الدين راية شاه. رفض السلطان حسام الدين الأوامر اليابانية له بالعمل معهم وتوقف عن استلام البدل الممنوح له. ونُصِّب السلطان موسى غياث الدين راية شاه باعتباره السلطان السابع لسلاغور، وحكم لمدة ثلاث سنوات فقط، خلال الاحتلال الياباني. وعندما عاد البريطانيون بعد الحرب، أطيح به ونفيه إلى جزر كوكوس.
استأنف السلطان حسام الدين حكمه في سبتمبر 1945. ووقع معاهدة اتحاد مالايا.

### 1957 إلى الآن: بعد الاستقلال

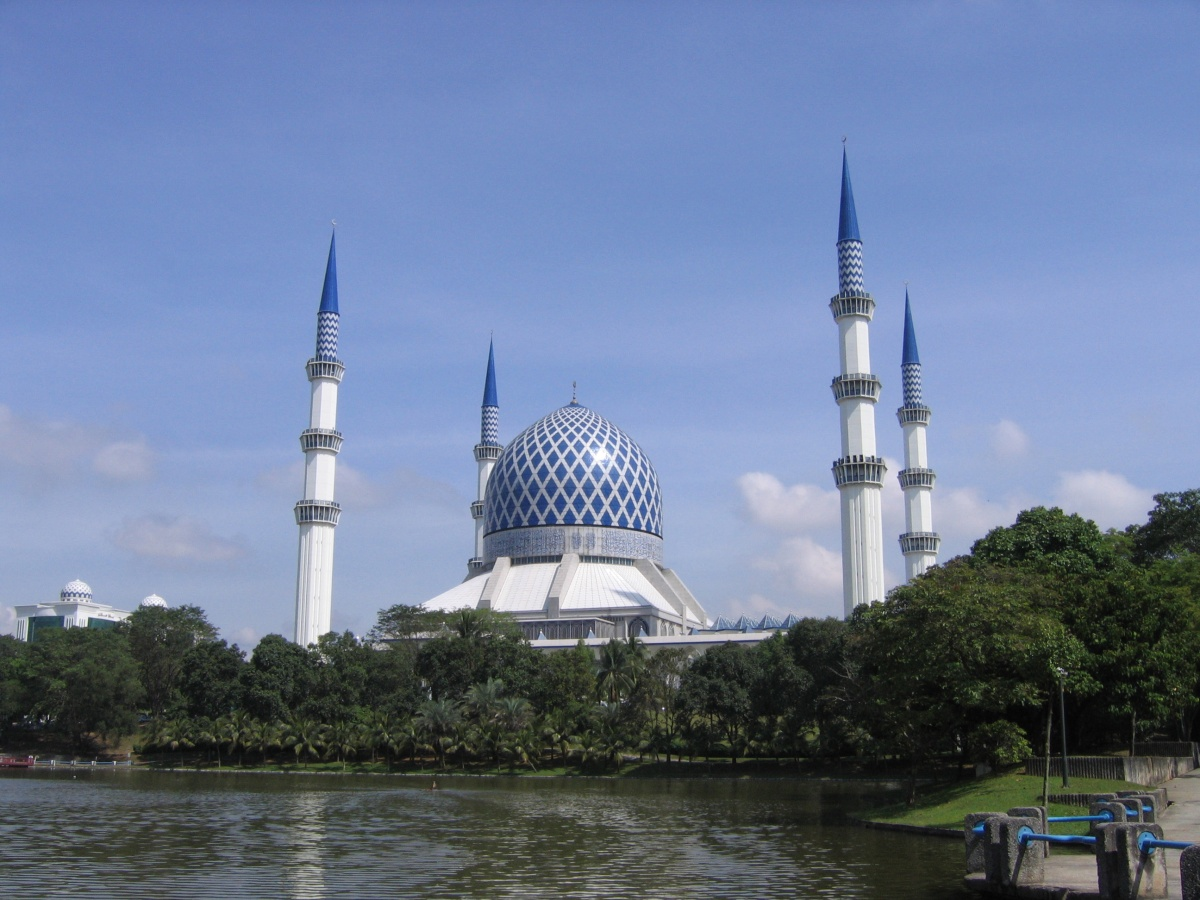
مسجد السلطان صلاح الدين عبد العزيز، المعروف أيضًا باسم المسجد الأزرق، ثاني أكبر مسجد في جنوب شرق آسيا

استمر السلطان حسام الدين في حكم ولاية سلاغور بعد استقلال اتحاد مالايا، وأصبح نائب يانغ دي بيرتوان أغونغ في 3 أغسطس 1957. ثم أصبح ثاني يانغ دي بيرتوان أغونغ من مالايا بعد وفاة تونكو عبد الرحمن في عام 1960.
ثم تولى العرش بعد وفاته السلطان صلاح الدين عبد العزيز شاه. وفي عام 1974 وقع اتفاقية الولاية الاتحادية لكوالالمبور لعام 1974 والتي أسست بعد ذلك الولايات الاتحادية في ماليزيا. وأصبحت كوالالمبور إقليمًا فيدراليًا، وأعلنت شاه عالم كعاصمة جديدة لسلاغور التي سُميت على اسم السلطان حسام الدين عالم شاه. أنشأ السلطان مسجد السلطان صلاح الدين عبد العزيز، أكبر مسجد في ماليزيا. كما تم تنصيبه في منصب حاكم الدولة الحادي عشر في عام 1999 لمدة عامين حتى وفاته في عام 2001.
تولى نجله، تونكو إدريس شاه، العرش في عام 2001، وحمل لقب السلطان شرف الدين إدريس شاه.

## قائمة السلاطين
فيما يلي قائمة سلاطين سلاغور:
- صالح الدين شاه سلطان سلاغور (1745-1778)
- إبراهيم شاه سلطان سلاغور (1778-1826)
- محمد شاه (1826-1857)
- عبد الصمد (1857-1896)
- علاء الدين سليمان شاه (1896-1937)
- حسام الدين عالم شاه (1937-1942، 1945-1960)
- موسى غياث الدين راية شاه (1942-1945)
- صلاح الدين عبد العزيز شاه (1960-2001)
- شرف الدين إدريس شاه (2001-الآن)